# Chaise du Seigneur
La Chaise du Seigneur, ou pierre erratique de Chozeau — localement appelée Fromage de Gargantua —, est un bloc erratique et une pierre à cupules située sur la commune de Chozeau, près du hameau de Boirieu, dans le département de l'Isère, en région Rhône-Alpes, en France,. Elle constitue un exemple isérois de meulière villageoise. La Chaise du Seigneur est inscrite au titre des monuments historiques depuis le 26 novembre 2007.

## Situation
La Chaise du Seigneur se trouve en bordure du chemin des Plantiers, chemin perpendiculaire à la route de Bourgoin-Jallieu (RD18) en face du chemin de Rivoireta (Le coin - La Verchere). Il faut monter ce chemin, passer le « S », puis, une fois sur le plateau, à mi-chemin avant le bois Berlioz (qui mène à la ferme fortifiée de Boirieu) se trouve, à environ 50 m sur la droite, parallèle au chemin, une haie isolée. La pierre à cupules est située à son extrémité sud, au milieu des broussailles.

## Description
Deux objets sont remarquables : la pierre à cupules et une ébauche de pierre meulière. L'ébauche est parfaitement visible, côté chemin. On voit nettement la meulière, son épaisseur (une vingtaine de cm) et son diamètre (70 cm environ). La pierre à cupules est hors de portée, sous la mousse et les broussailles.

## Autres pierres à cupules
La Chaise du Seigneur est à rapprocher de la pierre à cupules de Bonce.